# Cold 187um
Cold 187um', właśc. Gregory Fernan Hutchinson (ur. 4 sierpnia 1967, Pomona, Kalifornia, USA) to amerykański raper, producent muzyczny i członek grupy Above the Law.

## Dyskografia

### Albumy solowe
Opracowano na podstawie źródła.
- Executive Decisions (1999)
- Live from the Ghetto (2004)
- Fresh Out the Pen (2008)

### Wyprodukowane
| Rok  | Artysta   | Utwory                                                                                               | Album                         |
| ---- | --------- | --- | ----------------------------- |
| 1992 | Eazy-E    | - "Neighborhood Sniper"                                                                              | 5150: Home 4 tha Sick         |
| 1993 | Eazy-E    | - "Any Last Werdz"                                                                                   | It’s On (Dr. Dre) 187um Killa |
| 1994 | Kokane    | Cały album                                                                                           | Funk Upon a Rhyme             |
| 1995 | Kid Frost | - "Bamseeya" - "How Many Ways Can You Lose A Body" - "Last Days"                                     | Smile Now, Die Later          |
| 1995 | Kam       | - "Givin' It Up"                                                                                     | Made in America               |
| 1996 | MC Ren    | - "B**ch Made Ni**a Killa" - "It’s Like That" - "Live From Compton »Saturday Night«" - "Bring It On" | The Villain in Black          |